# 大同號輕巡洋艦
大同號輕巡洋艦是中華民國海軍艦艇，為大同級輕巡洋艦之首舰，1930年由建安號驅逐艦改裝而成；1937年中国抗日战争期間，為構築封鎖侵华日军之沉船阻塞線自沉於长江。

## 沿革
大同號輕巡洋艦之前身為清末由福州船政局建造之建安號驅逐艦:70:379。建安艦於1899年3月3日安放龍骨，1900年3月3日下水:70:181，舰型、引擎功率及大部配备等与其姊妹艦建威號驅逐艦相同:181；1903年试样证明性能良好，“速力较大，可捉获魚雷艇”:181。
民國初年間，建安艦及建威艦先後隸屬於中華民國海軍第二艦隊及第一艦隊:70。南京國民政府成立後，海軍部陆续將艦齡及裝備老舊之建安、建威二艦交由海軍江南造船所改裝，其中建安艦除更新裝備（加強主砲、新裝防空砲及長波无线电机）以外，並將尾樓切除，改為長艏楼艦型；至1930年11月基本改裝完畢，更名為「大同」:70:379。不過，大同艦雖列名為輕型巡洋艦，實際戰力則僅相當於砲艦:70。
1937年中国抗日战争爆發，為阻止侵华日军進犯首都南京，中華民國海軍奉令在长江之江陰至靖江段構築沉船阻塞線；8月11日夜，8艘陈旧海軍舰艇及20艘征用民間商船自沉于江阴航道:138，其中大同艦自沉於阻塞線北岸之靖江羅家橋一帶，其艦裝多未拆卸，僅將20公釐奧瑞岡機砲改配江元號砲艦使用:70。
1949年中华人民共和国成立後，靖江縣財政局打撈隊經當地船民指引發現大同艦遺跡。1957年，當局對大同艦實施水中爆破，撈取殘餘之艦材及物資:70。